# شب قهرمانان (۲۰۱۲)
شب قهرمانان (۲۰۱۲) (به انگلیسی: Night of Champions (2012)) یک رویداد غیر رایگان (Pay-Per-View) در کشتی حرفه‌ای می‌باشد که توسط کمپانی دبلیودبلیوئی تهیه می‌شود و این دوره اش هم در ۱۶ سپتامبر ۲۰۱۲ برگزار می‌گردد. این پنجمین شب قهرمانان در تاریخ دبلیودبلیوئی می‌باشد. روال معمول این پی. پی. وی به این صورت است که همه افرادی که صاحب کمربند هستند باید از کمربند خود دفاع کنند.

## فهرست مسابقات برگزار شده
| شماره         | مسابقه                                                                                    | نوع مسابقه                                                                        | زمان  |
| ------------- | ----------------------------------------------------------------------------------------- | --------------------------------------------------------------------------------- | ----- |
| مسابقه آغازین | زک رایدر آخرین نفر یعنی تنسای را حذف کرد و پیروز این مسابقه شد                            | مسابقه ۱۶ نفره (برنده در همین شب در مقابل قهرمان کمربند ایالات متحده قرار می‌گیرد) | ۰۵:۴۳ |
| ۱             | میز (قهرمان) (برنده) در مقابل ری میستریو، کودی رودز و سین کارا                            | مسابقه ۴ نفره بر سر قهرمانی کمربند بین قاره‌ای                                     | ۱۲:۰۵ |
| ۲             | تیم هل نو (کین و دنیل برایان) (برنده) در مقابل کوفی کینگستون و آر-تروث (قهرمان)           | مسابقه تگ تیم بر سر قهرمانی کمربندهای تگ تیم                                      | ۰۸:۳۰ |
| ۳             | آنتونیو سزارو (همراه با آکسانا) (قهرمان) (برنده) در مقابل زک رایدر                        | مسابقه تک نفره بر سر قهرمانی کمربند ایالات متحده                                  | ۷:۴۶  |
| ۴             | رندی اورتون (برنده) در مقابل دولف زیگلر (همراه با ویکی گررو)                              | مسابقه تک نفره                                                                    | ۱۸:۲۴ |
| ۵             | ایو تورس (برنده) در مقابل لیلا (قهرمان)                                                   | مسابقه تک نفره بر سر قهرمانی کمربند دیواز (زنان کشتی‌گیر)                          | ۰۶:۳۷ |
| ۶             | شیمس (قهرمان) (برنده) در مقابل آلبرتو دل ریو (همراه با Ricardo Rodriguez و دیوید اوتانگا) | مسابقه تک نفره بر سر قهرمانی کمربند سنگین وزن جهان                                | ۱۴:۲۹ |
| ۷             | سی ام پانک (همراه با پول هیمن) (قهرمان) در مقابل جان سینا (این مسابقه بی نتیجه ماند)      | مسابقه تک نفره بر سر قهرمانی کمربند WWE                                           | ۲۶:۵۴ |